# Eugène Guillevic
Eugéne Guillevic (Carnac, Morbihan, França, 5 de agosto de 1907, Paris - 19 de março de 1997), foi um dos poetas franceses mais conhecidos da segunda metade do século XX. Profissionalmente, adotou apenas "Guillevic" como nome.

## Biografia
Nasceu na rochosa e vistosa Bretanha. Seu pai, um marinheiro, foi policial e levou Guillevic para Jeumont (Nord) em 1909, logo depois Jean-Brévelay (Morbihan) em 1912, e por fim Ferrette (Haut-Rhin) em 1919.

### Academia e carreira
Depois de ter conseguido um bacharel em matemática, foi através de provas que foi alocado em 1926, na Administração de Registros, em Alsace, Ardennes. Foi em Paris no ano de 1935, que se tornou editor sênior na Diretoria Geral do Ministério de Finanças e Assuntos Econômicos, posteriormente sendo atribuído para controlar a economia, em 1942. De 1945 à 1947, passou pelos gabinetes dos ministros Francis Billoux (Economia Nacional) e Charles Tillon (Reconstrução). Em 1947, depois da relegação de ministros Comunistas, ele voltou a posição de Inspetor Geral de Economia, onde além de trabalhar, obteve aulas de planejamento e economia, até sua aposentadoria em 1967.

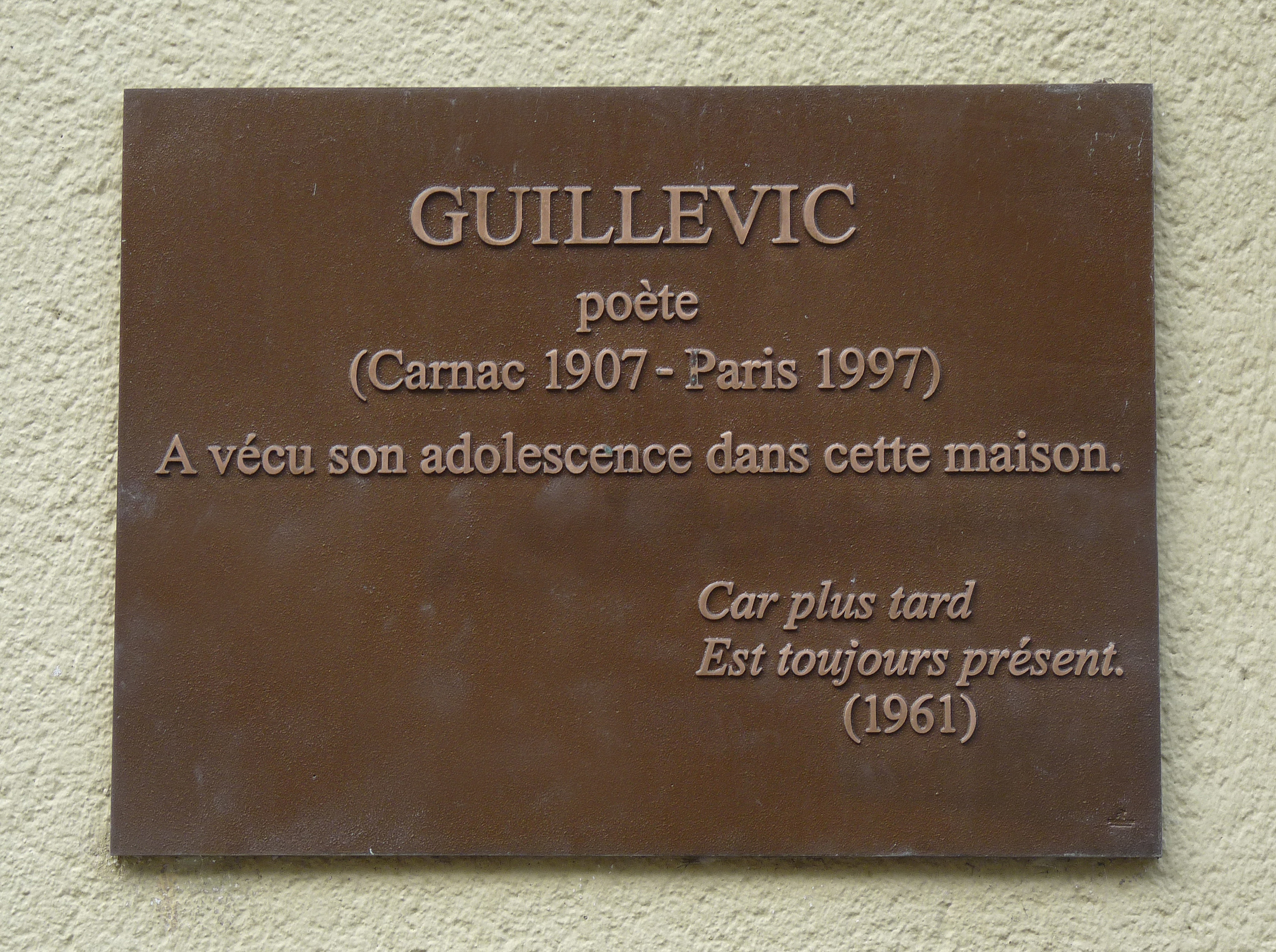
Placa em homenagem a Guillevic.

## Vida pessoal e militância
Ele foi amigo de Jean Follain, que lhe apresentou o grupo "Sagesse". Sendo assim, passou a ser da "Escola de Rochefort".
Foi católico por cerca de 30 anos, porém começou a simpatizar com os ideais comunistas, consequência da Guerra Civil Espanhola, entrando em 1942 no Partido Comunista Francês juntamente com Paul Éluard, participando de publicações em jornais ideológicos da cena underground.
Sua poesia é concisa, muito avançada para sua época, dura e generosa, mas sugestiva. Sua poesia também é caracterizada pela rejeição de metáforas, preferindo apenas usar analogias das quais ele considerava menos erráticas.

## Prêmios
- (1976) Grande Prêmio de Poesia da Academia francesa
- (1984) Grande Prêmio Nacional para Poesia
- (1988) Prix Goncourt de Poesia

## Livros
- - L'Expérience Guillevic (1923–1938, documents de travail publiés en 1994)
  - Requiem (1938, plaquette de 6 poèmes non repris par l'auteur)[1]
  - Terraqué, Gallimard, Paris, 1942.
  - Elégies, avec une lithographie de Jean Dubuffet, Le Calligraphe, Paris 1946
  - Fractures, Éditions de Minuit, collection L'Honneur des poètes, Paris 1947
  - Exécutoire, Gallimard, Paris, 1947.
  - Gagner, Gallimard, Paris, 1949.
  - Terre à bonheur, Seghers, Paris, 1952; édition augmentée d' Envie de vivre, Seghers, Paris, 1985.
  - 31 sonnets, préface Aragon, Gallimard, Paris, 1954 [recueil que Guillevic n'a pas souhaité voir réédité].
  - Carnac, Gallimard, Paris, 1961.
  - Sphère, Gallimard, Paris, 1963.
  - Avec, Gallimard, Paris, 1966.
  - Euclidiennes, Gallimard, Paris, 1967.
  - Ville, Gallimard, Paris, 1969.
  - Paroi, Gallimard, Paris, 1970.
  - Encoches, Editeurs français réunis, Paris, 1970.
  - Inclus, Gallimard, Paris, 1973.
  - Du domaine, Gallimard, Paris, 1977.
  - Étier, poèmes 1965-1975, Gallimard, Paris, 1979.
  - Autres, poèmes 1969-1979, Gallimard, Paris, 1980.
  - Trouées, poèmes 1973-1980, Gallimard, Paris, 1981.
  - Guitare, avec des bois en couleurs de Gérard Blanchet, Les Bibliophiles de France, 1982
  - Requis, poèmes 1977-1982, Gallimard, Paris, 1983 (ISBN 2070267385).
  - Timbres, Ecrits des Forges, Trois-Rivières, 1986 (ISBN 2890460983).
  - Motifs, poèmes 1981-1984, Gallimard, Paris, 1987 (ISBN 2070711102).
  - Creusement, poèmes 1977-1986, Gallimard, Paris, 1987 (ISBN 2070711099).
  - Qui, L'Instant perpétuel, Rouen, 1987
  - Art poétique, poème 1985-1986, Gallimard, Paris, 1989 (ISBN 2070717283).
  - Le Chant, poème 1987-1988, Gallimard, Paris, 1990 (ISBN 207072123X).
  - Impacts, Deyrolle Editeur, Cognac, 1990 (ISBN 2908487012).
  - Maintenant, poème 1986-1992, Gallimard, Paris, 1993 (ISBN 2070733424).
  - Possibles futurs, poèmes 1982-1994, Gallimard, Paris, 1996 (ISBN 2070745678).
  - Proses ou Boire dans le secret des grottes, Fischbacher, Paris, 2001 [édition posthume élaborée par Lucie Albertini-Guillevic et Jérôme Pellissier]. (ISBN 9782717900262)
  - Quotidiennes, poèmes 1994-1996, Gallimard, Paris, 2002.
  - Présent, poèmes 1987-1997, Gallimard, Paris, 2004 (ISBN 2070770214)
  - Pas si bêtes'!, Seghers Jeunesse, 2004,(ISBN 2232122530)
  - Relier, poèmes 1938-1996, Gallimard, Paris, 2007 [édition posthume élaborée par Lucie Albertini-Guillevic], 810 p. (ISBN 978-2-07-078514-8)
  - Humour blanc et autres fabliettes, Seghers Jeunesse, 2008 (ISBN 9782232123016)

### Edições republicadas
- Terraqué, suivi d'Exécutoire, préface Jacques Borel, 1968.
- Sphère suivi de Carnac, 1977.
- Du domaine suivi de Euclidiennes.
- Etier suivi de Autres, 1997 (ISBN 2070326284).
- Art poétique précédé de Paroi et suivi de Le Chant.
- Possibles futurs, 2007.